# Xosé Blanco Gil
Xosé Manuel Blanco Gil (Ourense, Galiza, Espanha, 1946 – Ciudad Juárez, Chihuahua, México, 2010), encenador galego-português. 
Nascido em Ourense em 1946, Xosé Manuel Blanco Gil licenciou-se em Filosofia e Letras (Filologia Românica) pela Universidade de Santiago de Compostela. Ainda em criança, começou a representar no Teatro da Câmara e Ensaio da cidade de Ourense, onde recebeu formação teatral, sendo mais tarde também seu diretor. Em 1970 realizou um Curso de Formação, Expressão Teatral e Imagem em Estugarda (Alemanha).
Em 1970 fundou a companhia de teatro Histrión - 70 (Galiza) e, em 1980, o Teatro Ibérico (Portugal), onde encenou peças de Valle-Inclán, García Lorca, Gil Vicente, António Ferreira, Ionesco e outros autores. Era membro da loja maçónica do Grande Oriente Lusitano, tendo sido agraciado, em 1993, com a Comenda da Ordem de Mérito Cultural pelo Presidente da República Portuguesa, Dr. Mário Soares.
Xosé Blanco Gil, faleceu em 26 de Novembro de 2010 em Ciudad Juárez, no México, vítimado por um aneurisma cerebral, depois de mais uma exibição do espetáculo «Dias Negros», uma coprodução do Teatro Ibérico e da Companhia Teatral Candilejas del Desierto, que ele codirigia e também ajudou a fundar. 

## Em Espanha
Em 1965, foi um dos fundadores da Companhia Teatral Valle-Inclán, de Ourense.
Em 1967 cria e dirige o Teatro Universitário El Pilar, em Santiago de Compostela, organizando também o I Festival de Teatro Universitário de Santiago.
Em 1970 fundou a Companhia Teatral Independente Histrión - 70, na qual trabalhou como diretor, encenador e ator, interpretando um variado repertório do teatro clássico, moderno e de vanguarda. O Histrión - 70 foi a companhia teatral mais representativa da Galiza nessa década, conseguindo afirmar-se nacional e internacionalmente. Foi nesta companhoa que Xosé Blanco Gil fez a primeira encenação em língua galega, após a Guerra Civil Espanhola.
Em 1975 foi nomeado conselheiro de Teatro da província de Ourense, pelo Ministro da Cultura de Espanha, tendo lugar no Conselho da Cultura nesta cidade. Ainda em 1975 foi eleito coordenador dos profissionais de teatro galego na Assembleia do Teatro Galego, tendo redigido o manifesto «Alternativa Democrática para o Teatro Galego».
Ainda em 1975 realiza uma digressão em Portugal com a companhia Histrión - 70, participando no I Festival de Teatro de Setúbal e com actuações em Lisboa, Porto e Setúbal. Nessa ocasião gravou o espetáculo «S.O.S do Estrelecer» na Radiotelevisão Portuguesa. Nessa digressão realizou o seu objectivo prioritário de aproximação entre o Teatro Independente Galego e Português.
Durante todo este período, foi distinguido com vários prémios de interpretação e encenação, como a Medalha do Ouro de Espanha, Máscara de Ouro de Lugo, Galardón del Duero de Zamora, o Prémio Ayuntamiento de Oviedo, prémios provinciais de Ourense, regionais de Lugo e Corunha.
Em 1989 foi nomeado pelo Município de Murcia (Espanha), diretor dos Encontros com Portugal, nos quais tiveram lugar espetáculos de Teatro, Fado, Poesia e uma Exposição sobre os Descobrimentos Portugueses. Participou no II Simposium Internacional da História do Teatro, em Barcelona, organizado pelo Departamento de Cultura da Generalitat de Catalunya, o Instituto de Teatro e a Universidade de Barcelona. Dirige em Madrid o espectáculo «Mishima, Amor e Morte», na Companhia Maria Paz Ballesteros, com estreia no Festival de Outono de Madrid.
Em 1990 foi nomeado director do Centro Dramático Galego, em Santiago de Compostela, onde encenou «Yerma» de Federico Garcia Lorca.
Em 1994 foi nomeado pelo Município de Cartagena (Espanha ), diretor do Departamento Dramático da Universidade Popular, e encenou o mega-espectáculo «As Bodas de Anibal e Himilce» de sua autoria, com mais de cinco mil participantes.

## Em Portugal
Em 1976 muda-se para Lisboa, onde encena as peças «Histórias com Grades» de Osvaldo Dragún e «Os Invasores» de Egón Wolff, na Cooperativa de Comediantes Rafael de Oliveira.
Em 1978 encena os espetáculos «Avareza, Luxúria e Morte na Arena Ibérica» de Ramón Maria del Valle-Inclán (prémio revelação da crítica portuguesa) e «Yuzurú, A Grou do Entardecer» de Junji Kinoshita no Teatro do Nosso Tempo, de Lisboa.
Em 1979, foi nomeado diretor artístico do Teatro Experimental do Porto, onde encena «Yerma» de Federico Garcia Lorca (prémio da crítica portuguesa para o melhor espetáculo do ano), «Romance de Micomicão e Adelala» e «Retábulo do Amor Profano» de Blanco-Amor.
De volta a Lisboa, em 1980, cria o Teatro Ibérico, do qual foi diretor desde a sua fundação, 
participando em dezenas de festivais de teatro nacionais e internacionais nos quais esta companhia conseguiu 20 prémios. Fez também formação de actores e dirigiu cursos de expressão dramática. 
Em 1984, foi Nomeado pelo Ministério da Cultura de Espanha, director da Mostra de Teatro Espanhol, que constitui um dos maiores eventos de intercâmbio cultural entre Espanha e Portugal. Em E10 de Junho de 1993, no dia de Portugal, de Camões e das comunidades de portuguesas, foi agraciado com a Comenda da Ordem do Mérito Cultural, pelo Presidente da República Portuguesa, Dr. Mário Soares.

## Encenações
- «Histórias com Grades» de Osvaldo Dragún/ Cooperativa de Comediantes Rafael de Oliveira.
- «Os Invasores» de Egón Wolff / Cooperativa de Comediantes Rafael de Oliveira.
- «Avareza, Luxúria e Morte na Arena Ibérica» de Valle-Inclán /Teatro Nosso Tempo.
- «A Grou do Entardecer» de Junji Kinoshita / Teatro Nosso Tempo.
- «Yerma» de Federico Garcia Lorca / Teatro Experimental do Porto.
- «Retábulo do Amor Profano», de Blanco-Amor / Teatro Experimental do Porto.
- «Retábulo do Amor Profano II» de Blanco Amor / Teatro Ibérico de Lisboa.
- «Lisboa 1500 O Sonho do Amor e do Império» de Gil Vicente, Teatro Ibérico.
- «Amor de Dom Perlimplim com Belisa em seu Jardim» de Garcia Lorca, Teatro Ibérico.
- «A Celestina» de Fernando de Rojas / Teatro Ibérico.
- «Ai que Saltos me dá o Coração» de Antón Tchekov / Teatro Ibérico.
- «Bodas de Sangue» de Federico Garcia Lorca, Teatro Ibérico.
- «Avareza Luxuria e Morte» de Ramón del Valle-Inclán, Teatro Ibérico.
- «A Vida é Sonho» de Calderón de la Barca, Teatro Ibérico.
- «Quem tem Farelos» de Gil Vicente, Teatro Ibérico.
- «O Pranto de Maria Parda» de Gil Vicente, Teatro Ibérico.
- «Romance de Lobos» de Ramón del Valle-Inclán, Teatro Nacional Dona Maria II.
- «Lendas de Amor e Morte» de Yukio Mishima, Teatro Ibérico.
- «Os Velhos não Devem Namorar» de Alfonso Castelao, Teatro Ibérico.
- «Orquídeas a Luz da Lua» de Carlos Fuentes, Teatro Ibérico.
- «A Castro» de António Ferreira, Teatro Ibérico.
- «O Auto da Índia» de Gil Vicente, Teatro Ibérico.
- «O Velho da Horta» de Gil Vicente, Teatro Ibérico.
- «O Fim» de António Patrício, Teatro Ibérico.
- «Sopinhas de Mel» de Teresa Rita Lopes / Mimesis Teatro Ibérico.
- «Aí Carmela» de Sanchís Sinisterra, Teatro Ibérico
- «Alzira Power» de António Bivar, Teatro Ibérico.
- «O Veneno do Teatro» de Rodolf Sirera, Teatro Ibérico
- «Bagagem de Sonho» de Teresa Rita Lopes, Teatro Ibérico
- «A Lição» de Eugene Ionescu, Teatro Ibérico.
- «Lisboa 1500» de Gil Vicente, Teatro Ibérico.
- «I Mostra de Teatro Subterrâneo» de Blanco Gil. Teatro Ibérico.
- «Noite de Estreia» Dramaturgia e Encenação de Blanco Gil. Teatro Ibérico.
- «Farsa da Índia» de Gil Vicente. Teatro Ibérico.
- «O Bacante» de Lautrèamont. Teatro Ibérico.
- «Assassinos Exemplares» de Max Aub. Teatro Ibérico.
- «Hanjo» de Yukio Mishima. Teatro Ibérico.
- «O Fruto Proibido» de Nelson Rodrigues. Teatro Ibérico.
- «Lua de Sangue» de Federico Garcia Lorca. Teatro Ibérico.
- «Retablo de la Avarícia, la Lujuria y la Muerte» de Ramón del Valle-Inclán. Companhia Candillejas Del Desierto / Teatro Ibérico
- «Antígona» de Sófocles. Teatro Ibérico.
- «Castro» de António Ferreira. Teatro Ibérico.
- «Morte no Parque» de Yukio Mishima. Teatro Ibérico.
- «Salada Russa» de Anton Tchekhov. Teatro Ibérico.
- «Yerma» de Federico Garcia Lorca. Companhia Candillejas Del Desierto / Teatro Ibérico

## Prémios
Espanha :
- 1964 - Primeiro prémio regional no II Certame de Teatro, Prémio especial do Júri (Zamora).
- 1965 - Primeiro prémio regional e 1º Prémio Nacional, Medalha de Ouro de Teatro, no III Certame Nacional de Teatro (Murcia). Primeiro prémio no V «Galardón del Duero de Teatro» de Zamora.
- 1970 - Primeiro prémio regional, Prémio Especial do Júri no VII Certame Nacional de Teatro (Jaén).
- 1971 - Primeiro prémio regional, prémio especial do Município de Oviedo e 3º prémio nacional, no VIII Certame Nacional de Teatro (Ovideo).
- 1972/73/74 - Primeiros prémios de teatro para a infância e juventude da província de Ourense.

Portugal :
- 1978 - Prémio revelação da crítica  portuguesa pelo espetáculo «Avareza Luxúria e Morte na Arena Ibérica» de Ramón del Valle-Inclán, no Teatro do Nosso Tempo de Lisboa.
- 1979 - Prémio da crítica portuguesa ao melhor espetáculo do ano pela peça «Yerma» de Federico Garcia Lorca, no Teatro Experimental do Porto.
- 1983 - «Lisboa 1500, O Sonho do Amor e do Império» de Gil Vicente, foi considerado o melhor espetáculo nos Festivais de Almagro e Sitges (Espanha).
- 1984 - IX Siglo de Drama Festival de El Paso, Texas (E.U.A), «Lisboa 1500, O Sonho do Amor e do Império» de Gil Vicente, primeiro prémio para melhor espetáculo e companhia (Teatro Ibérico).
- 1985 - X Siglo de Oro Drama Festival El Paso, Texas (E.U.A), «A Celestina» (Teatro Ibérico), primeiro prémio para a melhor encenação.
- 1989 - XIV Siglo de Oro Drama Festival, El Paso, Texas(E.U.A), «A Castro» de António Ferreira, primeiro prémio para encenação.
- 1991 - O espetáculo «Sopinhas de Mel» de Teresa Rita Lopes, do Teatro Experimental Mimesis, conseguiu o primeiro prémio, da Câmara Municipal de Lisboa, para o melhor espatáculo.